# Salvia chudaei
Salvia chudaei là một loài thực vật có hoa trong họ Hoa môi. Loài này được Batt. & Trab. miêu tả khoa học đầu tiên năm 1907.